# 二条藤子
二条 藤子（にじょう とうし/ふじこ）は、鎌倉時代後期から南北朝時代にかけての女官・歌人。歌聖藤原定家嫡系子孫で、二条派当主の二条為定の妹。後醍醐天皇中宮西園寺禧子の中宮宣旨（筆頭女房）。また、後醍醐の側室ともなり、南朝征西大将軍の懐良親王をもうけた。懐良は明から日本国王に冊封されたため、藤子は明史における日本の国母でもある。『続千載和歌集』以下の勅撰和歌集に8首が入集。
二条藤子は13世紀末、貴族・歌人の二条為道の娘として誕生したが、父は夭折した。長じて、正和5年（1316年）から文保2年（1318年）ごろまで、関白二条道平に女房（上級女性使用人）として仕えた。元応元年（1319年）、中宮に冊立された西園寺禧子の宣旨に抜擢された。中宮宣旨とは、中宮仕えの「宮の女房」を率いる最高職で、いわば中宮の第一秘書とも言える腹心であり、天皇に仕える「上の女房」の長である典侍（女官長）にほぼ相当する職責を持ち、家格・知性・実務・教養いずれも傑出した女性から選ばれた。この頃、藤子は女性の官僚として最高位の一つに登っただけではなく、元応2年（1320年）に奏覧された『続千載和歌集』に1首が入集し、勅撰歌人となった。
藤子は、二条派の大歌人にして後醍醐の親王時代の正妃である二条為子からは姪に当たる。早逝した為子の縁者ということもあってか、後醍醐からは中宮禧子および同僚で中宮内侍の阿野廉子に次ぐ寵愛を受けた。元徳元年（1329年）ごろ、藤子は後醍醐との間に、懐良親王をもうけた。また、中宮お抱えの官僚である宣旨ながら、正規の妃である女御（中宮の次位）相当の位階である従三位に叙された。後醍醐と鎌倉幕府との戦い元弘の乱（1331年 - 1333年）が始まり、元弘2年/正慶元年（1332年）に後醍醐が隠岐に流されると、主君の禧子同様、落飾（出家）して仏門に入った。南北朝の内乱（1336年 - 1392年）が始まると、延元3年/暦応元年（1338年）に、皇子の懐良は推定数え10歳で征西大将軍に任じられ、九州へ出征した。これが母子の今生の別れとなった。室町幕府の内紛である観応の擾乱の最中、正平6年/観応2年（1351年）春に、藤子は病により数え52歳以上で薨去した。
慈愛に溢れ心優しい人物で、死の床で詠んだ辞世の歌でまで、九州で戦う息子の身を案じ続けた。子の懐良もまた幼くして別れた父母を思慕し続け、冥福を祈ってたびたび写経などの奉納を行った。懐良の生存が確認できる現存最後の史料は、懐良が藤子の三十一回忌のために奉納した宝篋印塔である。藤子と後醍醐の霊牌は、懐良の菩提寺である熊本県八代市悟真寺に設置され、親子三人揃って供養を受けている。

## 経歴

### 系譜
二条藤子は、鎌倉時代末期、貴族である左中将二条為道の娘として生まれた（出自の詳細な議論は#懐良母＝二条藤子の比定を参照）。御子左流二条家は、歌聖藤原定家の嫡系子孫で、為道の父（藤子の祖父）の二条為世も当時の歌壇の大御所だった（のち『新後撰和歌集』『続千載和歌集』の撰者）。為道は為世の嫡男であり、その和歌の実力も高かった。しかし、家督を継ぐ前に、正安元年（1299年）5月5日に数え29歳で夭折した。したがって、藤子の生年の下限は、正安2年（1300年）である。また、生年の上限については、『増鏡』「久米のさら山」では、夭逝した父に代わって為世の後を継いだ二条為定が、藤子の兄とされているため、為定が出生した永仁元年（1293年）である。姉妹間での長幼の順序については、『尊卑分脈』（14世紀末）は、大納言局（藤子）を三姉妹の長女としている。
藤子の実母は不明だが、『新千載和歌集』に、「後宇多院宰相典侍」つまり為道の正室である飛鳥井経子（飛鳥井雅有女）との贈答歌が残る（『新千載和歌集』雑下・2049および2050）。親しさからすれば実母の可能性もある。
藤子の兄弟には、先述の為定や、土御門雅長室（土御門顕実母）らがいる。

### 前半生
藤子は、『尊卑分脈』では、はじめ二条関白女房（女官）を務めていたと記載される。紛らわしいがこの摂関家の九条流二条家は、藤子の属する御子左流二条家とは同名別家である。この二条関白を二条道平とすれば、正和5年（1316年）から文保2年（1318年）のことである。
その後、藤子は、後醍醐天皇の中宮（正妃）である西園寺禧子（元応元年8月7日（1319年9月21日）中宮冊立）に、宣旨として仕え始めた。
宣旨というのは、公家社会の上級女性使用人である女房の最上位で、主の第一秘書とも言うべき腹心である。宣旨の中でも、中宮宣旨は家格・知性・実務・教養の全てがその時代で最高峰の女性から選ばれた。天皇付きの女房を「上の女房」（公的な官職である後宮十二司を含む）と言うのに対し、中宮付きの女房を「宮の女房」と言い、「宮の女房」の筆頭が中宮宣旨である。中宮宣旨は、「上の女房」の筆頭である典侍と協調して行動することも多かった。ただし、日本史研究者の鈴木織恵によれば、平安時代後期の11世紀後半には、中宮御匣殿という実務を司る官職の方が、中宮宣旨よりも地位が上になったという説もある。鎌倉時代での宣旨と御匣殿の序列は不明だが、いずれにせよ中宮の一、二を争う重臣だった。
中宮宣旨は、父の公卿が薨去した女性が補任されることが多く、前述した通り、藤子もまた幼いころに父の為道を亡くしていた。また、朝廷の公的な女官が多い「上の女房」と違い、「宮の女房」は厳密には私的な役職であり、中宮の実家が選ぶことが多かった。当時の西園寺家次期当主で中宮大夫でもあった西園寺実衡は、二条為世の娘（藤子の叔母）である昭訓門院春日を妻としていたため、藤子が選ばれたのはその縁からの可能性もある。
なお、中宮宣旨と共に中宮の最高幹部とされるのが、中宮御匣殿と中宮内侍である。藤子の同期で入った幹部は、それぞれ西園寺公顕女の御匣殿（のち後醍醐第一皇子尊良親王の妃）と、阿野廉子（のち後醍醐側室で後村上天皇の母）だった。
このころ、藤子は二条派嫡流の生まれとして、和歌も盛んに行うようになった。『続千載和歌集』（元応2年（1320年）奏覧）に「中宮宣旨」として1首が入集し（恋一・1056）、勅撰歌人となった。元亨2年（1322年）3月1日に成立した『拾遺現藻和歌集』（編者は不明だが、従兄弟の二条為明か）にも、3首が入集している（19・261・486番）。

### 懐良をもうける
やがて藤子は、後醍醐天皇の寵愛を受け、元徳元年（1329年）ごろ、懐良親王をもうけた。後醍醐はかつて皇太子時代に、藤子の叔母で二条派の大歌人でもある二条為子と睦まじい夫婦だったが、早逝した為子に先立たれていた。
この懐良の生年は確実ではないが、正平3年/貞和4年（1348年）6月23日付の五条頼元文書（「阿蘇家文書」『南北朝遺文九州編三巻』2482）に、懐良が「成人」したとあり、森茂暁は当時の「成人」とは数え20歳ぐらいのことではないかと考え、逆算して元徳元年（1329年）と推測している。
なお、日本史研究者の鈴木織恵によれば、中宮宣旨は婚姻が忌避されていないため、既婚者のまま働き続け、出産後も職場復帰する者も多かったという。そのため、藤子は後醍醐の側室となった後も、正妃の禧子に筆頭家臣である宣旨として仕え続けたと考えられる。実際、歴史物語『増鏡』（14世紀半ば）でも、この後の場面で藤子は「宣旨三位」として登場する。
元徳2年（1330年）9月13日夜には、藤子は有力歌人として内裏三首歌会に出詠した（『松花和歌集』225）。

### 元弘の乱
元徳3年（1331年）に、後醍醐天皇と鎌倉幕府の戦いである元弘の乱が始まり、笠置山の戦いに負けた後醍醐は、元弘2年/正慶元年（1332年）3月に隠岐島に流された。
歴史物語『増鏡』（14世紀半ば）では、二条藤子は「久米のさら山」に「宮の宣旨」もしくは「宣旨三位」として登場する。隠岐に流された後醍醐の家族を巡っては、最も大きく取り上げられるのが中宮西園寺禧子、次いで阿野廉子との皇子である恒良親王、そして藤子は三番目に描かれる。
『増鏡』によれば、この頃までに藤子は従三位に叙されていた（正規の妃で言えば、中宮の次位の女御相当の位階）。皇子の懐良親王は、後醍醐の側近の一人である公卿花山院師賢をお守り役として大切に育てられていた。しかし、父の配流に懐良は人目を逃れて悲しむようになり、藤子もまた世の辛さを嘆き落飾（出家）して仏門に入った。ちょうど、実の祖母が亡くなったことも藤子に追い打ちをかけた、という。なお、藤子の主君である禧子も同時期に出家しているが、中宮宣旨が主君の中宮に殉じて出家することは平安時代以来しばしばあった。
この頃、藤子の祖母が亡くなってからかなり遅れて、下位の女房から弔事の歌「うきにまた 重ぬる夢を 聞きながら おどろかさでも 嘆き来（こ）しかな」（訃報を聞きましたが、弔問するとかえって貴方様の悲しみが増すでしょうから、一人で嘆いておりました、というような弁解の歌）が贈られてきた。女房の失礼な態度に、歌に優れていた藤子は末尾の六字だけ変えて返歌を作り、「うきにまた 重ぬる夢を 聞きながら おどろかさでは など嘆きけん」（訃報を聞きながら、どうして弔問もせずに嘆いておられたのですか）とやり返した、と『増鏡』では描かれる。

### 懐良との別れ
元弘の乱（1331年 - 1333年）で幕府を倒した後醍醐天皇は建武の新政（1333年 - 1336年）を開いた。しかし、藤子の主君である西園寺禧子は、新政開始数か月後の元弘3年（1333年）10月12日に崩御。さらに、建武の乱（1336年）で後醍醐は足利尊氏に敗れ、建武政権は崩壊した。やがて、後醍醐は南朝を開き、南北朝の内乱（1336年 - 1392年）が勃発。
懐良親王は延元3年/暦応元年（1338年）9月18日、征西大将軍として九州に派遣されることになった（『阿蘇文書』）。懐良は推定数え10歳。これが母子の今生の別れとなった。
延元4年/暦応2年8月16日（1339年9月19日）、後醍醐天皇崩御。
その後、藤子がどこでどうして暮らしたか、確実な史料はない。20世紀初頭の歴史研究者の藤田明は、藤子は南朝とは合流せず、京都のいずれかの寺に留まり、後醍醐の冥福と懐良の安穏を祈って暮らしていたのではないか、と推測している。

### 辞世の歌
九州で悪戦苦闘し放浪の旅を続ける征西大将軍懐良親王だったが、正平3年/貞和4年（1348年）にはついに九州の有力武将菊池武光を味方に付け、さらに同年、成人の儀を終えて次第に覇業が順調になってきた。京都では、室町幕府で観応の擾乱（1350年 - 1352年）という足利氏の内紛が発生し、これが九州にいる懐良の南朝軍への追い風となって、勢力を拡大させていった。
しかしその一方で、藤子はやがて病にかかり、観応の擾乱の真っ最中である正平6年/観応2年（1351年）春には死の床にいた。旧暦3月20日過ぎ（ユリウス暦では4月20日前後）、庭の桜が遅咲きしたのを見て、辞世の歌を詠んだ。
    やまひかぎりに侍ける春、三月の廿日あまり迄庭の花おそく咲侍けるによめる
折しもあれ 心つくしに またれずは ことしばかりの 花は見てまし（大意：ああ、こんな時に…。心を筑紫にいるあの子に馳せて、悩みの心を尽くして死に逝くこの時でなかったならば、今生で最後の桜を心のどかに観ることができたでしょうに）—従三位藤子、『新千載和歌集』雑上・1691
「心つくし」とは「心尽くし」（思い悩み）と「心」「筑紫」（福岡県あるいは九州全体）の掛詞になっており、死の間際まで、九州で戦う我が子の懐良親王の身を案じて詠んだ歌である。日本史研究者の森茂暁は、藤子の人柄を「優しい心根を持った女性」と評している。
数日後の3月29日（1351年4月25日）、藤子は薨去した。確実な享年は不明だが、数え52歳以上だった。懐良は推定数え23歳だった。

### 死後
父母と推定数え10歳で生き別れ、若くして二人を失った懐良親王だが、生涯二人に対する思慕は持ち続けた。
正平24年/応安2年（1369年）には父の三十一回忌として、懐良は法華経大八巻を石清水八幡宮に奉納した（徳川美術館蔵）。この頃、懐良は九州の中心である大宰府を掌握して最盛期にあり、建徳2年/応安4年（1371年）には明から「日本国王」に封ぜられた。しかし、翌建徳2年/応安4年（1372年）に、室町幕府の名将今川貞世（了俊）によって大宰府を陥落させられ、30年以上かけて築いた征西将軍府も衰退していく。
懐良は、天授4年/永和4年（1378年）3月29日には、霊照院禅尼（藤子の法名）の二十八回忌として、『梵網経』を書写し、真言律宗東妙寺（佐賀県神埼郡吉野ヶ里町）に納めた。筑後国矢部（福岡県八女市矢部村矢部）の山間部に逃げ込んでいた時期だが、それでも母への供養は忘れていなかった。
天授7年/弘和元年（1381年）には母の三十一回忌として、懐良は妙見寺（熊本県八代市妙見町に寺跡）に宝篋印塔を奉納した。この石塔は、長らく埋もれていたが、大正5年（1916年）に、田口という人物が泉水を掘っている時に発見されたものである。これが懐良の残した史料としては現存最後のもので、日本史研究者の森茂暁は、その刻文について、「亡母を想う懐良親王の胸のうちが推し量られて、読むものの心を打つ」としている。通説では、2年後に懐良自身もまた薨去した。享年推定55歳。
熊本県八代市妙見町の悟真寺には、後醍醐天皇と二条藤子を供養した霊牌（位牌）があり、表に「登霞後醍醐天皇」「遷化霊照院禅定尼」、裏に「延元四年八月十六日崩御」「正平六年三月廿九日入滅」とある。藤子が薨去した確実な日が判明する貴重な史料である。悟真寺は懐良親王の菩提寺でもあり、親子三人揃って供養されている。

## 人物

### 名前
二条藤子の正式な名乗りは藤原藤子（ふじわら の とうし/ふじこ）。その他の呼び名には、以下のものがある。
- 権大納言局（『尊卑分脈』）[4]
- 権大納言三位局（『本朝皇胤紹運録』）[53]
- 中宮宣旨（『続拾遺和歌集』[22]・『拾遺現藻和歌集』[10]）
- 宮の宣旨（『増鏡』）[54]
- 宣旨三位（『増鏡』）[27]
- 従三位藤子（『新拾遺和歌集』等）[55]
- 霊照院禅定尼（法名）[56]

### 勅撰歌人
勅撰歌人としては、『続千載和歌集』以下の勅撰和歌集に8首が入集した。この他、『拾遺現藻和歌集』・『続現葉和歌集』・『松花和歌集』・『臨英和歌集』などにも和歌が撰ばれている。
日本史研究者の森茂暁は、現存する和歌を見る限り、藤子の歌の力量は相当にある、と評している。また、息子の懐良親王は九州にいたということもあり、現存2首しか和歌が残っていないが、実際は母の血と幼少期の教えを受け継いで、もっと多くの和歌を詠んでいたのではないか、和歌に優れていたのではないか、と推測している。

### 懐良母＝二条藤子の比定
後醍醐天皇皇子の懐良親王の母の正体は諸資料で直接明言されている訳ではない。そこで、日本史研究者であり、懐良についての著作も著した森茂暁は、諸資料を比較して、懐良の母は二条派歌人の二条藤子であると主張した。もともと1996年に日本文学研究者の小川剛生が簡略に指摘した説で、森の詳細な説明も小川から得た教示を有力な論拠の一つとして考察を深めたものである。
まず、懐良の母については、系図類では二説あり、二条為道の娘とするもの（『群書類従』版『本朝皇胤紹運録』）と、二条為世（為道父）の娘である二条為子とするもの（『尊卑分脈』）がある。しかし、為子は1310年代に逝去しており、元徳元年（1329年）前後の生まれと推定される懐良の母としては適当ではない。したがって、為道の娘に絞られることになる。
『本朝皇胤紹運録』では、懐良と見られる人物について「皇子〔阿蘇宮／母同法仁〕」とあり、法仁法親王の方を見ると「母権大納言三位局、為道朝臣女」とある。
また、『増鏡』「春の別れ」によれば、「二条為定のはらから」（為道嫡子の為定の姉妹）で中宮（西園寺禧子）に「宣旨」として仕えていたものが、後醍醐に寵愛されて若宮を産んだ。その子は花山院師賢（後醍醐の側近で「文貞公」の諡号を持つ公卿）を乳父（教育係）として大切に育てられたという。つまり、後醍醐の側室の為道娘は「中宮宣旨」という人物だった。
さらに、和歌の比較によって「中宮宣旨」＝「従三位藤子」であることが確かめられる。後醍醐天皇在位中の元亨2年（1322年）3月1日に成立した『拾遺現藻和歌集』に「たいしらず。いつはりの ことの葉まては たのむとも 契らぬくれの またれすも哉。中宮宣旨」とあるが、これは崩御後に編まれた勅撰和歌集『新拾遺和歌集』（正平19年/貞治3年（1364年））に同一歌があり、「（詞書なし）。偽のことのはまではたのむとも ちぎらぬ暮の またれずもがな。従三位藤子」とある。つまり後醍醐朝で「中宮宣旨」を務めた人物は、後世「従三位藤子」と呼ばれた人物に相当する。
したがって、懐良母＝権大納言三位局＝二条為道女＝中宮宣旨（後醍醐朝）＝従三位藤子＝二条藤子となる。